# UVSE
UVSE é um clube de polo aquático da cidade de Budapeste, Hungria.

## História
O clube foi fundado em 2008. 